# Plafond cathédrale
 (novembre 2022).
Un plafond cathédrale est caractérisé par un plan incliné vers l'intérieur de la pièce, vers le haut, en suivant généralement le plan du toit. Souvent, le plafond cathédrale va rejoindre le plan d'un plafond plat situé à un étage supérieur, ou le plafond d'une mezzanine. L'espace dégagé est alors très important et produit un effet de grandeur.

## Considérations techniques
L'espace sous le plafond étant plus haut que la normale, un effet de cheminée a tendance à se produire, demandant des installations de contrôle de la température spécifiques. Un ventilateur de plafond est souvent installé près du point le plus haut afin de pousser l'air chaud vers le bas (dans une situation de chauffe) ou bien de créer un mouvement d'air équilibrant la température et le niveau d'humidité dans la pièce. Dans le cas où une ouverture ou un puits de lumière est positionné à proximité du point haut, des installations permettant d'évacuer ou de contrôler le niveau d'humidité et de limiter la condensation sont nécessaires.